# Terme di Antonino
Le terme di Antonino sono uno stabilimento termale di Cartagine (Tunisia), di età imperiale romana, il più vasto delle province africane. Non erano le sole terme della città: dalle fonti antiche conosciamo l'esistenza in particolare delle terme di Gargilius, la cui ubicazione tuttavia non è stata riconosciuta con certezza, e dovevano esistere una decina di edifici termali.

La posizione delle terme di Antonino nella pianta di Cartagine (n.15, quasi al centro della figura, sul mare)

I resti oggi visibili delle terme si estendono per una lunghezza di più di 200 m lungo la costa, a sud-est del sito archeologico e in prossimità del Palazzo presidenziale di Cartagine. Furono riportati in luce negli scavi effettuati dopo la fine della seconda guerra mondiale e comprendono alcuni ambienti di servizio al piano terra. Una delle colonne del frigidari fu rialzata nel 1985. Come parte del sito archeologico di Cartagine, sono inseriti tra i Patrimoni dell'umanità dell'UNESCO.

## Contesto geografico
Le terme furono costruite ai piedi dell'attuale collina di Borj Djedid, che in epoca romana ospitava un importante santuario di Serapide, individuato nel XIX secolo, e una scala monumentale in marmo, distrutta nel XX secolo. Lo spazio pianeggiante disponibile era delimitato ad est dalla collina e a nord da un altro rialzo del terreno: in epoca romana questo spazio era ancora più ristretto per la presenza di una zona paludosa, oggi scomparsa. La linea di costa era tuttavia più avanzata: il livello del mare si è alzato di circa 50 cm e alcune parti dell'edificio antico, come la piscina sono oggi sommerse.

## Storia

### Costruzione
L'edificio si estendeva su quattro isolati cittadini, occupati in precedenza da un quartiere di abitazione, distrutto da un incendio. Venne costruito nel periodo tra il 145 e il 162 "con il permesso" dell'imperatore Antonino Pio, come riportato dall'iscrizione dedicatoria: alcune espressioni permettono di ipotizzare che il complesso sia da attribuire all'evergetismo di cittadini benestanti, forse aiutati da esenzioni fiscali alla provincia decretate dall'imperatore.
Queste élite vollero trasportare nella capitale provinciale i modelli architettonici già sperimentati a Roma: secondo Alexandre Lézine, vi lavorò un architetto da Roma, utilizzando maestranze locali, come proverebbe la mescolanza di opera africana e opera mista nelle murature e l'uso del cubito punico e del piede romano come unità di misura.

### Restauri e abbandono
L'edificio fu danneggiato da un terremoto nel IV secolo e subì interventi di riparazione datati tra il 388 e il 392. Alcune delle volte del frigidarium crollarono alla fine del IV secolo o all'inizio del V.
I sotterranei di servizio del calidario furono occupati da un'officina di vasaio, ma le terme continuarono ad essere utilizzate in epoca bizantina, sebbene in spazi più ristretti. Questa risistemazione è stata datata intorno all'anno 530, in base alle tecniche di costruzione utilizzate. L'edificio rimase tuttavia di dimensioni molto più vaste che altri impianti contemporanei. L'abbandono definitivo della funzione termale è stato datato all'anno 638.
In seguito le rovine delle terme furono utilizzate come cava di materiale da costruzione: la prossimità alla costa facilitava le operazioni di spoglio e un impianto per la segagione dei blocchi di marmo da reimpiegare è stato rinvenuto all'interno del complesso termale. I marmi dello spoglio furono riutilizzati non solo nella vicina Tunisi, ma anche a Pisa e a Genova, ed arrivarono fino a Canterbury.

### Ricerche archeologiche
Il complesso monumentale fu identificato agli inizi del XIX secolo e fu riportato in luce dagli scavi condotti da Alexander Lézine e da Gilbert Charles-Picard tra il 1944 e il 1956.
Una delle colonne del frigidarium è stata rialzata in opera (anastilosi) da un'équipe tunisina nel quadro della campagna internazionale dell'UNESCO (1972-1992). La colonna aveva un'altezza di 12,50 m e pesava circa 60 tonnellate e il suo capitello misurava circa 1,80 m per un peso di 8 tonnellate. In seguito Jacques Vérité ha riconosciuto la facciata rivolta al mare come quella principale del complesso, dopo le indagini sul fronte marittimo della città condotti da Friedrich Rakob.

## Descrizione

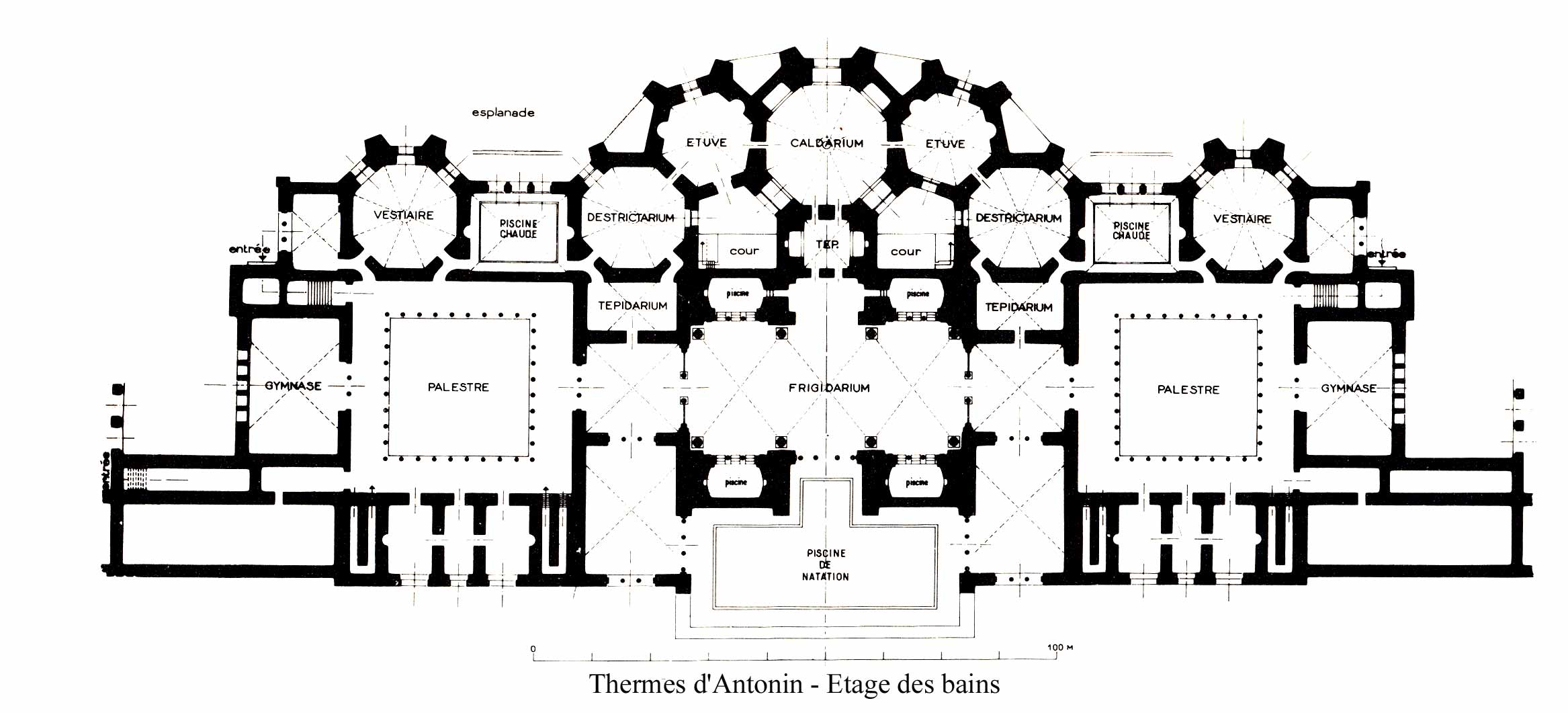
Pianta del complesso termale

### Ambienti termali

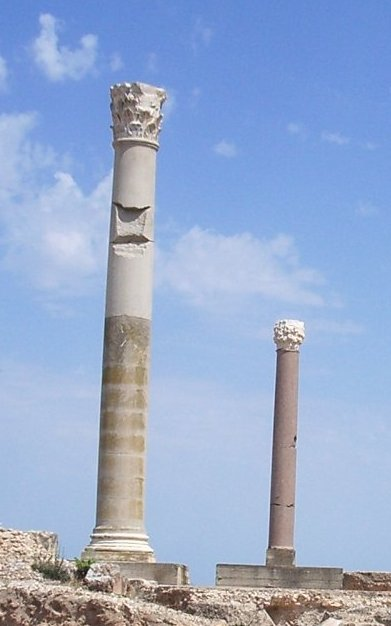
Le colonne rialzate del frigidarium

In modo analogo alle grandi terme pubbliche della città di Roma, il complesso era organizzato in una serie di ambienti simmetrici ai due lati dell'allineamento delle grandi sale riscaldate, dove la circolazione degli utilizzatori si svolgeva secondo un percorso a semicerchio. La presenza di una piscina riscaldata era un ulteriore segno del lusso dell'edificio.
Il padiglione centrale aveva una superficie tra i 18.000 e i 19.000 m², su un totale di circa 35.000 m². Sui tre lati era presente un portico ad arcate che delimitava uno spazio libero circostante il padiglione, in proporzione piuttosto ristretto: non è molto ben conosciuto, a causa della presenza di viabilità moderna e dell'incompletezza dello scavo. Alcuni ambienti sul lato nord dell'edificio hanno funzioni discusse: ninfeo o spazio con docce.
Del padiglione centrale resta visibile in particolare il sottosuolo, con pochi resti dell'elevato e frammenti di mosaici. Probabilmente era diviso in tre parti: i lati, interpretati come riservati a uomini e donne, con sale centrali in comune. Sette ambienti erano a pianta ottagonale.
Sui lati, i percorsi raddoppiati comprendevano gli spogliatoi (apodyteria), il tepidarium, grandi vasche ad acqua calda, la sala per le frizioni (destrictarium, dove ci si poteva far strofinare la pelle dagli schiavi per gli utilizzatori con abbastanza mezzi), la sauna (laconicum), calda e secca, e la palestra, spazio destinato agli esercizi sportivi, di forma quadrata e abbastanza ristretto in proporzione, a causa della carenza di spazio disponibile, e un ginnasio. L'accesso avveniva da quattro porte, due aperte sulla spianata (dal lato del parco attuale) e una su ciascuno dei prospetti laterali.
Le latrine erano collocate senza preoccupazioni di simmetria, tenendo conto dell'andamento del terreno e degli edifici circostanti. Avevano una pianta semicircolare e ciascuna poteva contenere da 80 a 100 sedili in marmo.
Lo spazio comune centrale aveva un calidarium, un altro tepidarium, una piscina per il nuoto (natatio), lunga 49 m per 6 m di larghezza. Il frigidarium era una grande sala di più di 1.000 m², con volta sorretta da otto colonne in granito di 1,45 m di diametro, con vasche ai quattro angoli.
Alexandre Lézine ha suggerito la possibilità che si praticassero anche i bagni di mare, considerata la vicinanza dell'edificio alla riva e la credenza dell'epoca delle virtù terapeutiche di questa attività. Le sale più prossime al mare, sono tuttavia poco conosciute, dato che il mare stesso ne ha eroso le fondazioni. La facciata verso il mare aveva comunque un carattere monumentale, con quattro scalinate per l'accesso del pubblico.

### Ambienti di servizio

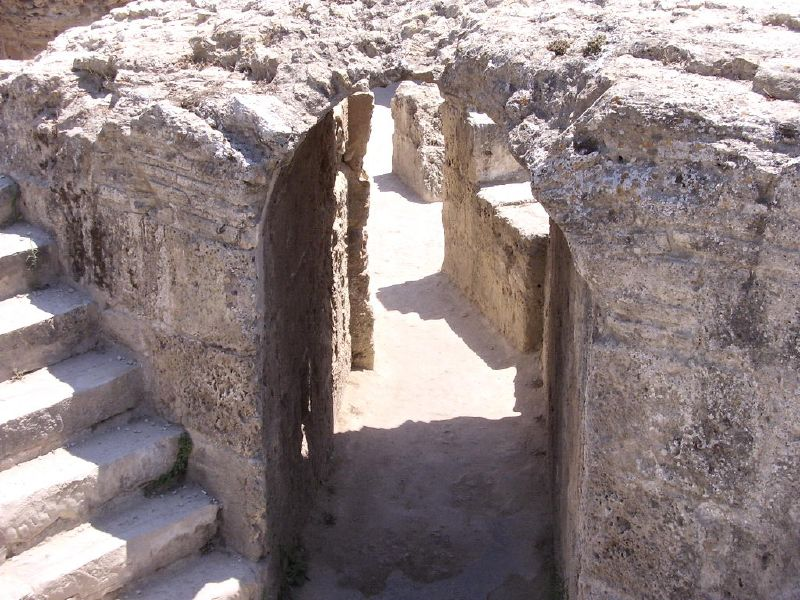
Le fondazioni delle terme e la scala di accesso ai sotterranei

Il funzionamento del complesso necessitava di un consistente e regolare approvvigionamento, assicurato dall'acquedotto di Zaghouan, costruito sotto l'imperatore Adriano, che assicurava a Cartagine l'arrivo ogni giorno di circa 30.000 metri cubi di acqua dal Djebel Zaghouan. Il sistema di distribuzione interna dell'acqua è mal conosciuto, a causa delle distruzioni e delle importanti modifiche subite durante il VI secolo.
Gli ambienti di servizio sotterranei sono relativamente ben conservati, con le fornaci rimesse in luce durante gli scavi, e con il sistema di smaltimento delle acque utilizzate o piovane, che finivano direttamente nel mare per mezzo di canalette di scolo di cui sono state viste le tracce.
La vicinanza con il mare facilitava inoltre l'approvvigionamento di legna, destinata ad alimentare le fornaci per il riscaldamento dell'acqua.

### Decorazioni

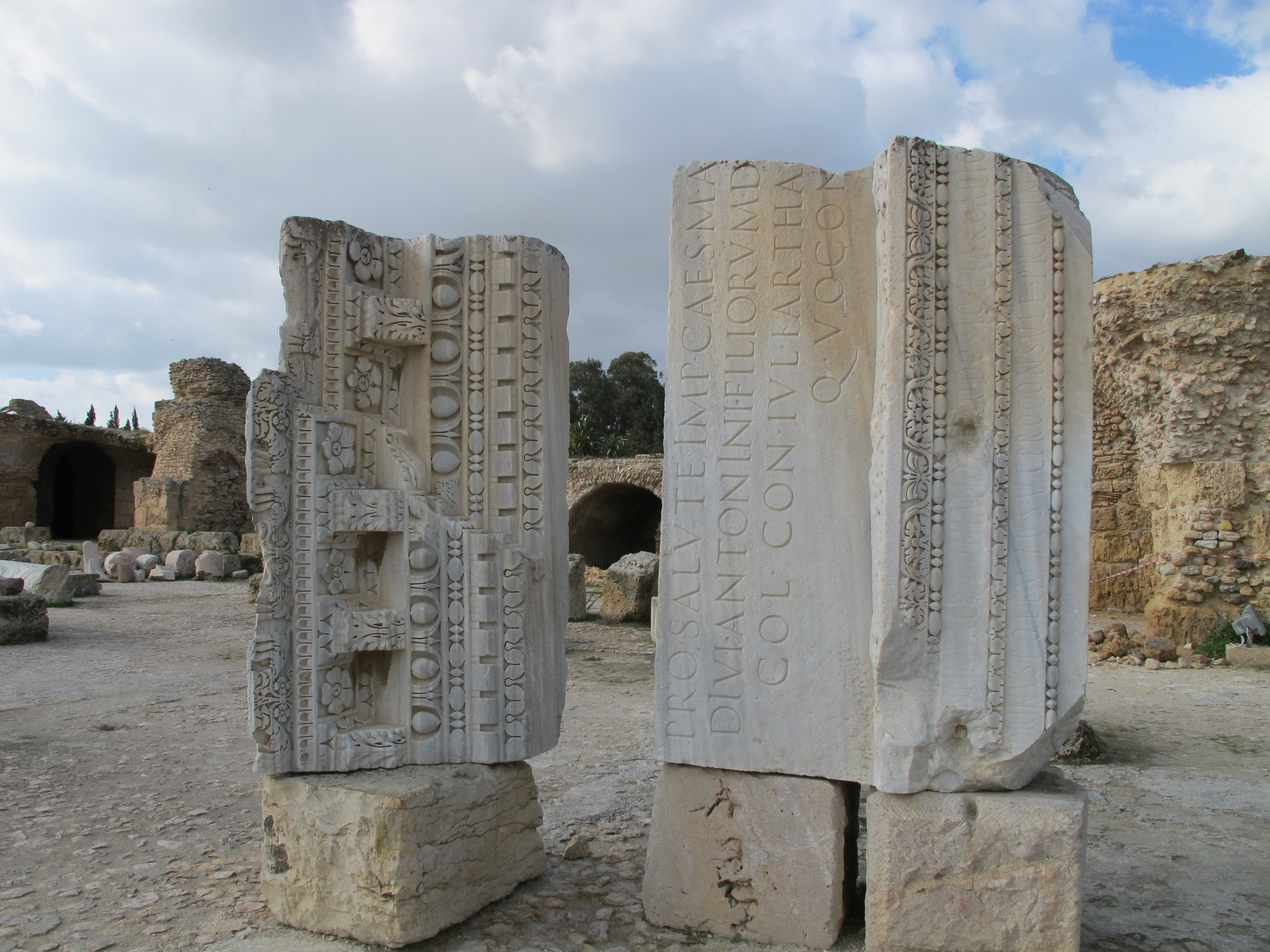
Cornice e fregio-architrave con iscrizione sul fregio

Nel corso degli scavi sono stati rinvenuti molti frammenti di marmo, sia bianco e colorato (marmo verde e marmo rosa di Numidia, marmo giallo antico e porfido rosso antico). basi e capitelli erano in marmo bianco proconnesio o pentelico.
Si conservano i fusti di colonna scanalati del ginnasio e lisci in granito rosa del frigidarium. Il rivestimento del calidarium era in marmo giallo antico ed anche il frigidarium era pavimentato con lastre di marmo.
Sono stati rinvenuti elementi di opus sectile di rivestimento e mosaici a motivi geometrici. Altri mosaici decoravano le volte del tepidarium.
Si conservano elementi architettonici in marmo: un soffitto cassettonato, un grande blocco di fregio-architrave con iscrizione e con soffitto decorato e diversi capitelli corinzi.
Resta pochissimo delle sculture che dovevano ornare gli ambienti: tra queste due erme in scisto nero con teste della metà del II secolo, ritratti in marmo di Costanzo II, di Antonino Pio, di Geta, di Faustina maggiore e Faustina minore.

## Altri resti nel parco archeologico

Pianta del parco archeologico delle Terme di Antonino

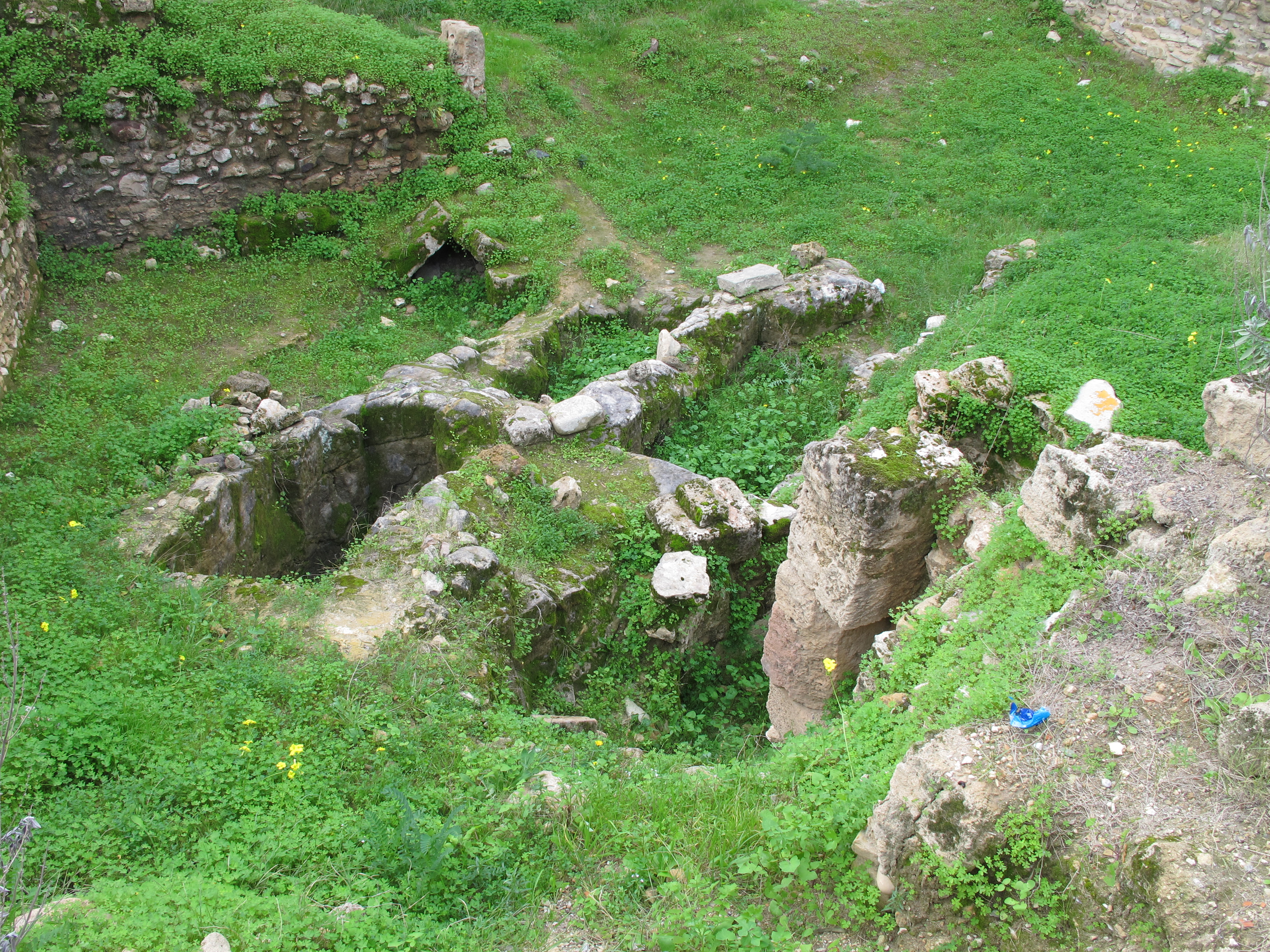
Resti di tombe puniche

Oltre al complesso termale l'area archeologica ospita diverse sepolture puniche, del tipo a pozzetto o a dromos e i resti di due basiliche cristiane (dette Douimès, ovvero "Volte" in lingua araba) con mosaici.
La prima basilica risale all'inizio dell'epoca bizantina ed era a tre navate. Nei pressi sono stati rinvenuti un cimitero cristiano e una tomba punica del V secolo a.C..
La seconda basilica aveva cinque navate e due sacrestie e vi erano annessi un battistero e un martyrion.

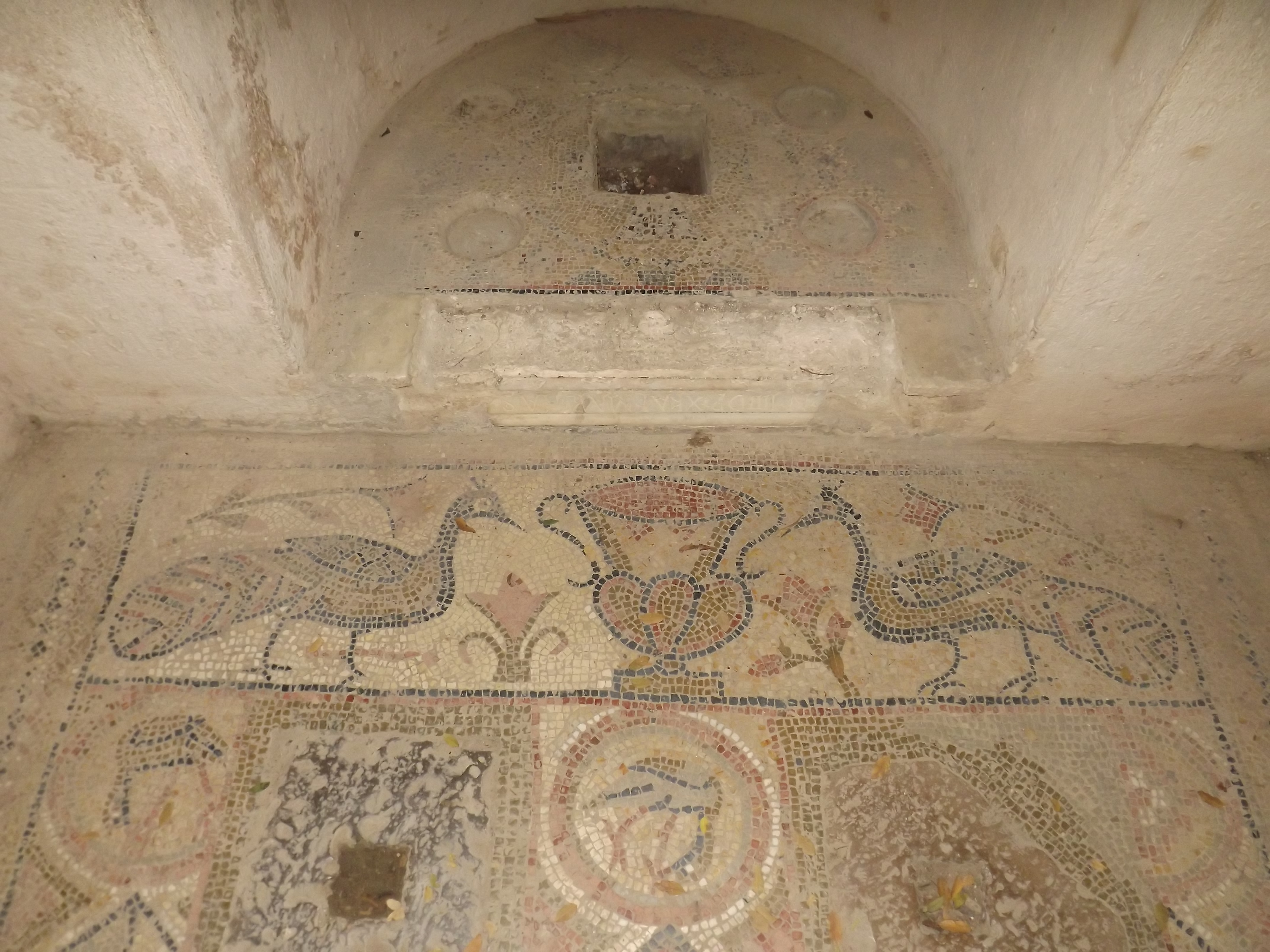
Mosaici della "cappella di Asterio"

Nel parco archeologico è stata inoltre rimontata nel 1952 una cappella sotterranea funeraria (detta "di Asterio", dal nome citato nell'iscrizione sopra l'abside), scoperta l'anno precedente presso il liceo di Cartagine e datata al V secolo. Si conservano i mosaici pavimentali (nel vestibolo a soggetto marino, nella navata a decorazione geometrica e riquadri con figure di uccelli e nel coro con due pavoni ai lati di un cratere). Al momento della scoperta furono rinvenute monete dell'imperatore bizantino Maurizio (582-602), che testimoniano un utilizzo prolungato della sepoltura.
Il parco comprende anche un quartiere residenziale, mal conservato, con la sua rete stradale. In una delle abitazioni (oggi chiamata "de la Cachette", o "del Nascondiglio") furono rinvenute numerose statue di divinità in uno spazio sotterraneo ricoperto da una pavimentazione a mosaico, che potrebbero essere state nascoste per evitarne la distruzione al momento del trionfo del cristianesimo nella regione. Nel quartiere erano inoltre presenti forni da vasaio.